# 奥様は、取り扱い注意
『奥様は、取り扱い注意』（おくさまは、とりあつかいちゅうい）は、2017年10月4日から12月6日まで日本テレビ系「水曜ドラマ」枠で放送されたテレビドラマである。主演は綾瀬はるか、原案・脚本は金城一紀。
2021年にドラマ版のその後を描いた映画版が公開。

## あらすじ
伊佐山菜美は某国に雇われた特殊工作員という過去を持ち、「島田優子」という別の名前を名乗っていた。それゆえか、ボクシングなどの格闘技の経験者とも互角以上に渡り合うほどの高い身体能力を持ち、日本語のほか複数の言語を話せる。スパイとしての「スリルに満ち溢れた毎日」を過ごす中で、生まれて間もなく両親に捨てられたために「家族と一緒に暮らす『穏やかな生活』」に憧れを抱く。やがてスパイを辞めることを決意し、ある日の中国での任務の逃走中に、川に飛び込んで自殺したかのように見せかけてそのまま日本へ帰国し、派遣社員として一流企業の受付嬢をする。その後、合コンで知り合った伊佐山勇輝に一目惚れして結婚し、閑静な高級住宅街の光桜町で新婚生活を送る。だが伊佐山勇輝は実は以前から彼女を監視していた公安の人間で菜美は事件に巻き込まれていく。

## 登場人物

### 主要人物
伊佐山菜美（いさやま なみ）〈30〉
演 - 綾瀬はるか （赤ちゃん時：飯田紬希、幼少時：高松咲希、少女時：内田未来）
本作の主人公。平凡な家庭生活を夢見ていた新米主婦。野菜を切るのが苦手で、キャベツの千切りなどで必ず繋がっている。
産まれた時の本名は不明。以前の名前・島田優子はお世話になった牧師が名付けたもので、特殊工作員中に変えた名前・片山菜美はブローカーから戸籍を買って手に入れたもの。
相手を助けようとする時には「私が何とか（どうにか）してあげる」と言った後に、「みんなには内緒ね」と付け加える。また、相手を攻撃する際には挑発するように手招きをする。また、そのことによって自身に溜まったストレスを発散している。
エピソード01の冒頭では、特殊工作員であった菜美が新米主婦になるまでの経緯が描かれ、エピソード02からエピソード08までの冒頭では、菜美が両親に捨てられてから特殊工作員となるまでの経緯が断片的に描かれている。
生まれてすぐに両親によって教会の前に置き去りにされる形で捨てられ、その後は養護施設「光が丘学園」で育つ。物心が付く頃には、施設内でイジメを繰り返していた男の子を一瞬で組み伏せるほどの身体能力を発揮する。その身体能力によって、12歳で養護施設のボスになる。中学に上がって、同じ境遇のみなしご仲間を引き連れて町のパトロール隊のようなことをする。高校に上がって、パトロール仲間が地元の暴走族に町のパトロールに対する報復で暴力をふるわれたことでリーダーとして落とし前をつけ、暴走族を制裁して解散に追い込んだ後、警察に捕まる。この騒動で教会を出た後、保護してくれた牧師の紹介で東京に移ってチャペルアテンダーになる。
夫や周囲の人々に「ワケありの過去」を知られないようにするため、人目に付く場面ではなるべく高い身体能力が露呈しないよう努めている。しかしその一方で、料理や裁縫等の家事が不得意である。同じ町に住む皆さんに、受付嬢の前職はフィットネスジムでボクシングのインストラクターや探偵事務所の事務員をしていたとの嘘を突き通す。両親に対しては、自分を捨てたことに対する憎しみと、「一目でもいいから会ってみたい」という願いが入り交じった感情を抱いている。
エピソード01では、洞察力も高く料理教室で知り合った知花の様子を見ただけで、DVの被害者だと見抜く。
エピソード02では、前述の身体能力の高さを活かし、夏希の家の落書き犯人の逃走に先回りし、肘打ちで倒した後、犯人を追いかけていた伊佐山に追いついたフリをして何事もなかったようにする。
エピソード03では、前述で知り合いになった理沙から頼まれ、いじめを克服するためのトレーニングを行った。
エピソード04では、初対面である悠斗の家庭教師の真純を一目見て違和感を覚え、誘拐事件が起きた後、善意の第三者を装って西条宅にやって来た彼女の様子を観察して、彼女が光雄の愛人であり同時に悠斗を誘拐した犯人の一人であることを見抜いた。
エピソード05では、夫・啓輔の態度に耐えかねた優里に付き合って家出をし、その足でクラブへ向かい、一緒に家出をしてきた京子を含めた3人で楽しんだ。その際酔いつぶれてしまった京子を別室に連れて行き乱暴しようとした男たちに制裁を加える。
エピソード06では、フラワーアレンジメント教室で知り合った冴月に町内会報に載せるためのインタビューを依頼され、それを受けに彼女宅へ行ったところ、冴月の夫、逹郎の殺人現場に遭遇。警察に通報し第一発見者として事情聴取を受け、その後冴月の他同じ教室で知り合った靖子と千尋にも話を聞き、この3人が事件の犯人と推理した。
エピソード07では、お茶会で知り合った友惠から依頼を受け、彼女の初恋の相手である上原を探し出し引き合わせた。
エピソード08では、空き巣窃盗犯が三浦に雇われたものと踏み三浦宅に訪問し、トイレに行く時に藍子の名前を出して妙子に聞かせ、窃盗犯を藍子宅におびき寄せることに成功する。その後、窃盗犯と格闘になり衣服を切られ、負傷するも制裁を加えることに成功、藍子から盗聴の内容の入ったUSBメモリを預かり、そのデータを小雪に送った。
エピソード10では、横溝の部下たちをまとめて制裁した時に快感を覚え、平凡な生活よりさらなるスリルを味わうのが望みであることを自覚した。
大原優里（おおはら ゆり）〈35〉（エピソード09、10☆）
演 - 広末涼子
菜美の隣人の主婦。大学卒業前に息子の啓吾を出産した。
啓吾の手がかからなくなって資格を取って働きたいと意欲を見せるが、夫の啓輔から啓吾の将来を心配するように咎められる。そのため、働いた経験はない。
家出を実行した1か月前に乳がんと疑い、細胞診でがんの可能性が半々と悪い結果が出て深刻になったものの、組織診で良性の結果が出て安心する。
佳子に誘われた合コンで知り合った安西とメールアドレス交換をする。彼に心が傾きかけても啓輔には偽りの笑みで愛を取り繕い一度は別れたものの、啓輔の目覚まし時計扱いされることに嫌気がさし彼に会いに行き男女の関係になり、彼と決意を固めた直後に横溝たちの組織に囲まれ金に工面するように脅迫され、横溝から3日間の猶予が与えられる。3日後、横溝の依頼を断って対決姿勢を見せるものの、部下の恩田に暴力を振るわれ大けがを負ってしまい入院する。花束を持って見舞いに来た菜美に浮気したことを始めとしてすべてを告白すると、彼女から一瞬軽蔑されるがけがを負わせた横溝たちの仇を打つことを約束される。
佐藤京子（さとう きょうこ）〈28〉 （エピソード05、10☆）
演 - 本田翼
菜美の隣人の主婦。旧姓は浮気（ふけ）。どのカルチャースクールでも雑。情報通の大野（ドラマ未登場）の話を入れて、菜美たちを盛り上げることが多い。
高校時、某アイドルグループのオーディションで最終選考まで残った。高校卒業後はデパートの販売員として就職する。
夫の渉とは高校の同級生で、自分の持っていない平凡な姓と大きな家とに惹かれた。彼が大学卒業後に就職したのを機に、デパート販売員を辞め結婚した。
渉のスマホを盗み見し会社の女性からのメールを見つけて彼の浮気を疑うものの、見て見ぬふりをして愛を取り繕うが、会社帰りの渉を尾行し浮気を目撃してショックを受ける。同時に渉を他の誰にも渡したくないのだという自分の思いに気付く。
その夜帰宅した渉に「残業」をもうやめてほしいと真剣に頼む。渉は相手にせず席を立ったが突如現れた良枝が席に押し戻し、京子の気持ちに応える覚悟ができるまで家を出ていなさいと命令して追い出した。
渉が家を出てから京子は良枝との2人の生活に息苦しさを感じたものの、しばらくして彼が戻ってきた時は涙を見せてハグをする。
横溝たちに誘拐され、アジトで監禁されても泣きわめくことなく、彼に対して毅然と振る舞い菜美の助けを強く信じて待ち続ける。
伊佐山勇輝（いさやま ゆうき）〈38〉
演 - 西島秀俊
菜美の夫。音楽は古いジャズが好み。
表向きは友人とIT企業を経営している。エピソード10で裏の顔は公安の人間であることが小雪の調べで明らかになる。菜美にも自分の正体を明かした。
菜美を監視し始めたのは、彼女が中国で死んだことになった半年前から。初めはカメラ監視だけしていたが、彼女が普通の受付嬢で笑顔を振りまき始める不可解な行動をしてから直接近付くようになる。その行動動機を探るように上から命令され合コンに参加し任務を遂行するはずが、菜美と向かい合った瞬間に一目ぼれしてしまい、彼女を身近で監視する名目で結婚した。
ドイツに転勤しようと思ったのは、菜美の不可解な行動がエスカレートして政治家の盗聴に絡んだことで、彼女がテロリストとして拘束されてもおかしくない状況を先手を打ってもみ消し、監視のない新しい人生を始めたかったため。菜美に事件に首を突っ込まないよう忠告したが最後まで菜美は従わなかったため、事件解決後に彼女が帰宅した際に銃を向けた。
正体を明かす前は、自分の感覚とずれている菜美に悩みながらも彼女の相談によく乗る良き夫だった。福岡に5日間出張すると言って家を留守にした時、実際は東京のレインボーブリッジの見えるホテルで待機する不審な行動をとった。菜美と買い物に行く途中で忘れ物に気付き、自宅に向かった際に偶然空き巣窃盗犯と会って格闘しても、正体がばれないように大けがにならない程度でわざと負けて騒ぎを最小限にした。

### 大原家
大原啓輔〈56〉
演 - 石黒賢
優里の夫。大学教授。
優里は元教え子で一目ぼれする。キャリア志向の優里を社会に出したくない思いで彼女を意図的に妊娠させ、卒業を機に出産する道を選択した彼女と結婚する。
亭主関白に近い考えの持ち主で、優里には主婦として自分と啓吾をずっと見つめてほしいと強要する。菜美が光桜町に来てから騒がしくなったと不審がるなど思いやりが欠如している。教授の地位にいるため世間体も異常に気にする。
優里たち3人が家出をした時も、3人の身を案じる勇輝や渉とは異なり「寂しさに耐えきれなくなって、すぐに帰ってくる」と素っ気ない態度を示しており、優里が家出から戻ってきた後も、自分の立場や都合を優先する傾向は変わっていない。
優里が強く反論するようになってからは態度を改め彼女に気を遣うようになり、啓吾が産まれたばかりの頃のオックスフォードにいた充実した1年間を懐かしみ、啓吾が中学に上がった頃にイギリスに行くことを提案する。
大原啓吾〈10〉
演 - 川口和空
優里・啓輔の息子。
家出する優里の言葉を素直に受け入れ、優里のスマホを預かる。

### 佐藤家
佐藤渉〈28〉
演 - 中尾明慶
京子の夫。電気メーカー「イワサ情報機器」勤務のサラリーマン。特技が円周率を30桁まで言えること。
「残業がある」と京子に伝える時は、大抵浮気している。浮気相手とホテルに入るところを尾行していた京子に目撃され、それを知った良枝から家を追い出される。翌日に浮気相手に別れを切り出して痛い目にあい、ビジネスホテルで十分に反省した後に家に戻る。
佐藤良枝〈60〉
演 - 銀粉蝶
渉の母。渉・京子と同居している。京子によると、フラワーデザイナー1級の資格を持っている。
家を疎かにする人は家を出るのが佐藤家のしきたりとして守り続け、夫にしてきたのと同様に渉を家から追い出して迫力を見せる。その貫禄を見せるためには早く子供を産んで母親になることと京子に忠告する。

### 横溝の組織に関わる人々
安西
演 - 小関裕太（エピソード07 - 09）
横溝の組織に雇われている青年。
合コンで優里と話してメールアドレス交換し、その後は彼女と世間話をして楽しむが、合コンをした場所で別れを切り出された。しかし、今度は優里に呼び出されて、とある喫茶店で彼女から関係を戻すように言われたが、横溝たちに後を引き継いで店を出た。
河野佳子（エピソード10★）
演 - 宮下今日子（エピソード05、07、09、10）
優里とはLINEで何度も合コンに誘う間柄だが、本来は横溝の組織で金を脅し取れる主婦に照準を絞って近付くのが目的。その後、優里と同様に京子にも声を掛けてランチ会に誘う。
入院している優里から事情を聞いた菜美が自宅に来て、人生を破滅するくらいに制裁される代わりに、優里の浮気映像の隠し場所を教えることと街からすぐ出ていくようにとの2つの条件を突き付けられ受け入れる。菜美の言われた通りに街から出ようとしたところ、横溝たちに見つかってしまい菜美と京子の自宅に案内するように脅される。
恩田（エピソード10★）
演 - 山口翔悟（エピソード05、07、09、10）
横溝の部下。依頼を断った優里に暴力を振るう。
磯川（エピソード10★）
演 - 白石直也（エピソード05、07、09、10）
横溝の部下。
横溝健（よこみぞ けん）〈42〉
演 - 玉山鉄二（エピソード05、07、09、10）
菜美たちが暮らす町に潜む謎の人物。後に売春斡旋の組織のリーダーとしての正体を現し、優里を脅迫した。
菜美たちに盗まれた優里の浮気映像を取り戻すために京子を誘拐し、菜美に対して盗んだものを持ってアジトに来るように突き付けるが、彼女に部下たちをまとめて制裁されたことで人質の京子を返し街から出ていく。菜美にはこっちの人間だと言って仲間になることを願っている。

### 菜美の協力者
園田小雪
演 - 西尾まり（エピソード04、07 - 10）
「リバプールクリーニング」の店主。菜美の過去を知っている人物で、情報収集の出来る隠し部屋を持っている。
エピソード04では、菜美から西条宅の周りの防犯カメラを備えている家から悠斗の居場所を見つけるように依頼される。各家にポイント倍増の売り文句のついたリンクを貼ったメールを送信してクリックさせ、悠斗が誘拐された時間の防犯カメラデータを入手して、誘拐した秀人が乗った車の車両ナンバーから居場所を見つけた。
エピソード07では、20年前の初恋の人の居場所探しをする。菜美から名前・生年月日・出身地・かつての住まい先しか用意されなかったため、情報入手に相当の時間を要すると思われたが、予想よりも早く入手出来た。菜美が普通の主婦であることを鼻であしらうものの、彼女がどっちの世界にいようと幸せならばそれでいいと納得する。
エピソード08では、厚生労働省のホームページをハッキングし、三浦が贈収賄のやりとりをしている音声ファイルをアップロードしたものを付け足した。
エピソード09では、菜美から夫・勇輝の身辺調査依頼を受けるが、勇輝から口封じされ彼女に怪しいところは見つからなかったと報告する。
エピソード10では、観覧車の見える広場で菜美と会って、勇輝が公安の人間であること、勇輝が自宅の売買契約でペーパーカンパニーを使ったのを彼に口封じされた上に二度と菜美と関わらないようにと言われたことを伝える。彼がクリーニング店に入って一目で怪しい人物と直感出来たのに菜美が出来なかったことで、一目ぼれの恐ろしさを目の当たりにする。その後は、菜美と共に横溝の事務所に侵入して優里の浮気映像を含んだHDDを盗んだ。

### ゲスト
※複数エピソード登場人物には演者名横に登場エピソードを追記。☆は菜美から制裁を受けた人物に直接被害を受けた人物。★は菜美から鉄拳制裁を受けた人物。
水上知花☆
演 - 倉科カナ
菜美たちが料理教室で知り合った主婦。母子家庭で育ち、高校時代に知り合った夫と若くして結婚。
経済的に夫に依存してしまっており、夫からDVを受けているが、人に相談できないでいた。しかし、菜美により夫が制裁された後は無事にDVの日々から解放される。
夫の逮捕後は慰謝料として家を売却し、間もなく他の町へ引っ越していった。菜美たちと別れる際菜美にハグをし、感謝の意を表した。
水上喬史★
演 - 近藤公園
知花の夫。元ライト級ボクサーで、家には数々のトロフィーも飾られているほどの実力。
知花を自分に依存するように仕立てあげた上でDVを重ねていた。知花が意を決して離婚を要求すると右手で隠し持っていたナイフを知花に刺して重傷を負わせる暴挙に出たが、この一件により逆鱗に触れた菜美により自宅に殴り込まれた上完膚なきまで叩き伏せられ、菜美の恫喝により離婚を迫られた挙句に結婚指輪も剥奪された。その後も菜美に最後まで抵抗を続け、隠し持っていたナイフで菜美を刺そうとしたが逆に振り落とされ、右手に手錠をかけられた挙句に家の中の最も近いドアノブに繋がれていた状態で警察に逮捕された。
落合夏希☆
演 - 高岡早紀
菜美たちが着付け教室で知り合った主婦。有名な元・AV女優「小山あざみ」だった過去を、町中に暴露された。着物の着付けの時に菜美に触れて非常に筋肉が発達していることに気付いた。
落合貞之
演 - 桜井聖
夏希の夫。AV女優の過去を知り、考える時間が欲しいと家を出て行ってしまったが、事件解決後は夏希のもとへ戻ってくる。
島田牧師
演 - 大西武志（エピソード06）
教会に置き去りにされた菜美を保護する。元の名前「優子」の名付け親。
的場★
演 - 岡部たかし
夏希をAVにスカウトした人物。そのことを元に夏希を恐喝し、応じないとビラをばらまくなど嫌がらせを始めた。最終的に夏希から500万円をもらい彼女の元から去るも、アジトとして利用していたマンションにまで追跡され、現れた菜美に部下ともども制裁され逮捕される。
三好
演 - 大河内浩
光桜町内会の会長。会長として明言は避けるものの、夏希に自主的に転出してもらう方向性で町内をまとめようとする。しかし、菜美らに困った時こそ助け合うのが町内会のあるべき姿と反論されて結論をうやむやにした。
野村
演 - 大川ヒロキ
光桜町内会の役員。
井谷
演 - 川俣しのぶ
光桜町内会の役員。
花純
演 - 吉岡千波
的場たちのいるアジトで監禁された家出少女。菜美により解放される。
相良貴子★
演 - 青木さやか
元女子プロレスラー。夫の信人が理沙のことを「優しそうでかわいらしい人」と語ったことに対する嫉妬から、取り巻き主婦たちも交えて理沙をいじめるようになる。
取り巻き主婦が徐々に離れ一人になってしまい、さらに夫に家を出て行かれたことで理沙を逆恨みし、彼女がトレーニングに向かう途中自転車ごと突き倒し大けがを負わせる。そのことで菜美に呼び出され、自分が支配している「さくら公園」で菜美に戦いを挑んだものの、菜美に「今まで戦った中では最弱なザコ」と言われるほど簡単に制裁される。その後は理沙に謝罪し、親友の間柄となる。
清水理沙☆
演 - 小野ゆり子
サッカーのキッズスクールに通う自分の息子が貴子の息子を差し置いてレギュラーポジションを取ったことが原因と思い込んで、貴子からいじめを受け悩んでいる主婦。
いじめを克服しようと、ある日ショッピングモールで不良少年たちを撃退した菜美に「ケンカのやり方」を教えてくれるよう頼み込み、菜美の提案で「ケンカをしない」という条件付きで心と体を鍛えるためのトレーニングを開始する。初めは走ることも満足に出来なかったが、回を重ねるうちに体力がつき菜美について行けるようになり、貴子たちに笑顔であいさつ出来るまでに克服したが、離婚などが原因で自暴自棄になった貴子により自転車走行中に突き倒され大けがを負ってしまう。
貴子の取り巻き主婦たち
演 - 瑛蓮、早織、松本さやか、井端珠里、田口寛子
ボスである貴子の指示で理沙をいじめていたが、自分たちが間違っていることに気付き始め、徐々に菜美のトレーニングに参加するようになる。
相良信人
演 - 奥田洋平
貴子の夫。自分の考えを押し通す貴子に愛想を尽かして離婚を突き付け成立させる。
西條美佐子☆
演 - 星野真里
読書会の主宰者。
読書会に訪れた菜美たちをドアホン越しに一旦断ったものの、彼女に異変を気付かれたため、彼女たちを家に入れて悠斗が誘拐されたことを打ち明ける。
悠斗が誘拐から解放された後、光雄が真純と浮気していたことが分かり、彼と離婚した。
吉野真純
演 - 佐野ひなこ
悠斗の家庭教師。
身代金1億円を要求して悠斗を誘拐するのは彼女による計画で、愛人関係だった光雄とで出来た子供をおろさせられたショックから立ち直れなくなり、彼を恨んで実行したものだった。
秀人が逮捕された直後、事件の重要参考人として警察に任意同行された。
西條光雄
演 - 古屋隆太
美佐子の夫。悠斗が誘拐された時は、書斎で身代金を用意することに工面する。真純とは愛人関係の間柄だった。
大塚秀人★
演 - 柾木玲弥
悠斗を誘拐した主犯格。親が留守中に自宅の地下室に悠斗を籠城させる。身代金を要求したのは、イベントで作った借金を返済するためである。
帽子とサングラスで変装した菜美に制裁され、縄で縛られているところを警察に逮捕された。
秀人の友達★
演 - 勧修寺保都、三船海斗
秀人に便乗して悠斗の誘拐に付き合う。秀人と同様に帽子とサングラスで変装した菜美に制裁され、縄で縛られているところを警察に逮捕された。
西條悠斗☆
演 - 志水透哉
光雄・美佐子の息子。秀人に誘拐されたが、菜美が近所の者と装って警察に通報して、その4時間後に西条宅に戻り無事解放される。
石森
演 - 落合モトキ
クラブ「Pangaea」で、トイレに行く優里を尾行しナンパして断られたものの、菜美と京子を捜している優里と再度会ってアタックしたが、途中で菜美が来て諦める。
飯塚★
演 - 小林竜樹
クラブ「Pangaea」で、菜美が水をもらいに席をはずした隙に泥酔した京子をVIPルームに連れていき、部屋で待機していた2人と共に京子を襲おうとした時に、待機していた2人を制裁してから着ていたセーターをヌンチャク代わりに使った菜美によって制裁される。
吉岡冴月
演 - 酒井美紀
菜美たちがフラワーアレンジメント教室で知り合った主婦。靖子と千尋とは半年前に教室で知り合い、話している間に彼女たちと同じ年で同じ短大出身であることが分かり仲良くなる。
靖子と千尋が過去に受けたことを女性として痛みを見過ごすわけにはいかず、夫を異常で残酷な犯罪者と確信し、3か月前から計画していた夫殺害をほう助する。菜美に自首するように勧められたが、自首せず光桜町から出て行く。
藤村靖子
演 - 芦名星
冴月のフラワーアレンジメント教室仲間。15年前、冴月の夫・達郎にレイプされた。
千尋と一緒に達郎の殺害に企て、千尋に頭を殴られ倒れている彼を、サバイバルナイフで心臓を一刺しして殺害する。
加藤千尋
演 - 原田佳奈
冴月のフラワーアレンジメント教室仲間。靖子と同時期に達郎にレイプされた。
靖子と一緒に達郎の殺害に企て、彼の頭をハンマーで殴る。達郎のDNAと血痕が付着したフラワーバッグをお気に入りとのことで捨てずにいた。
野上
演 - 赤間麻里子
フラワーアレンジメント教室の講師。
吉岡達郎
演 - 竹財輝之助
冴月の夫。光桜町駅前で開業している歯科医師。
15年前に靖子と千尋をレイプしたことで、彼女たちの復讐のターゲットにされ殺害される。
小野寺友恵
演 - 霧島れいか
菜美たちがお茶会で知り合った主婦。旧姓は石坂。
余命は半年と宣告され、死ぬまでにしたいこととして20年前の大学時代に別れた上原と会うのを考え、菜美たちに彼を捜してほしいと依頼する。
クラシックよりロックが好みだったため、お茶会や夫のためにチェロを演奏してもてなすものの、本当はエレキギターを弾けるようになりたかった。
菜美のおかげで上原と会うことができ、何の不自由のない安定した生活よりハラハラドキドキした生活を送って、余命幾ばくもないながらも生きる目的を持ちたい考えで、哲夫と離婚し上原と暮らすことになり光桜町から出て行く。
上原幸平
演 - 渋川清彦
友恵の初恋の人。後に友恵と一緒に暮らし始める。
大学を卒業後は世界一周して、その後は夢を追いかけて失敗を繰り返し居場所と職を転々する。5年前に出資法違反で執行猶予付きの有罪判決を受けても、変わらず居場所と職を転々し全く反省していない。菜美に海水を真水に変えるプランクトンの培養資金話を持ちかけてあきれさせるが、友恵は笑顔で聞き入れてくれた。
小野寺哲夫
演 - 若杉宏二
友恵の夫。後に離婚された。
西河
演 - 平家秀樹
借金取り立てで上原を部下と一緒に連れ出すが、菜美との争奪戦の末に敗れる。
スナイパー
演 - 中村浩二
結婚式でパトリックを狙撃しようとしたが、チャペルアテンダーの菜美によって取り押さえられる。
パトリック
演 - BLAKE C
ある国家の大使館員。結婚式で狙撃されそうになったが、チャペルアテンダーの菜美によって無事だった。裏の顔はある諜報機関の東京支局長で、菜美を特殊工作員としてスカウトした。
坂崎藍子
演 - 笛木優子
三浦夫妻が主催したホームパーティーに参加した主婦。三浦の寝室に盗聴器を仕掛け、贈収賄のやりとりを聞いて録音した。その録音内容が入ったUSBメモリを菜美に預けた。
三浦妙子
演 - 相築あきこ
三浦の妻。優里をホームパーティーに招待し、菜美たちは近所付き合いで仕方なく参加する。
三浦広大
演 - 冨家規政
民志党幹事長代理。
厚生労働大臣時に老人ホームの許認可で贈収賄疑惑を持たれ、内部告発した女性が自殺した。
空き巣窃盗犯★
演 - 三元雅芸
光桜町周辺で配達業者を装って空き巣に入る。三浦に雇われて盗聴器を仕掛けた藍子を殺害しようとしたが、菜美との死闘の末に鉄拳制裁を受け警察に逮捕された。菜美の新婚生活中に制裁された者の中で最強の相手。
情報番組MC
演 - 宮地大介
自身の情報番組で、小雪がハッキングした三浦の贈収賄疑惑内容を伝える。
神谷
演 - 少路勇介（エピソード10）
伊佐山の会社の部下。
浦辺佐和子
演 - 中村映里子
横溝の組織で働いていたが自殺した。
寺西冬美
演 - 佐河ゆい
渉が京子に内緒で会っている会社の同僚。渉とホテルに入るところを尾行していた京子に目撃される。
主婦売春に利用されている主婦
演 - 朝見心
とあるホテルの804号室に入る。
宇野
演 - 中谷早希
優里と安西が会って話していた喫茶店の店員。後から入ってきた横溝たちに注文を取ったが、すぐに出るとのことで断られる。
主婦売春の依頼男性
演 - 日向丈
とあるホテルの804号室で休憩をとる。
主婦売春に利用されている主婦
演 - 松菜乃子
とあるホテルの805号室に入る。
薫
演 - 西野瑠菜
小雪に謎の女（菜美）からのメモを渡す。
主婦売春に利用されている主婦
演 - 滝川ひとみ
とあるホテルの805号室に入る。

## スタッフ
- 原案・脚本・アクション監修 - 金城一紀
- 音楽 - 得田真裕
- スタント&アクション - 倉田プロモーション
  - アクション監督 - 栗田政明
  - アクションコーディネーター - 北野淳
- 解説放送 - 富沢美智恵
- 制作協力 - AXON
- チーフプロデューサー - 福士睦
- プロデューサー - 枝見洋子、松本明子（AXON）
- 演出 - 猪股隆一、長沼誠、小室直子、山田信義
- 製作著作 - 日本テレビ

## 受賞
- 2018年エランドール賞 プロデューサー奨励賞（枝見洋子）[9]
- 第10回コンフィデンスアワード・ドラマ賞（2017年）
  - 主演女優賞（綾瀬はるか）[10][11]
- 第95回ザテレビジョンドラマアカデミー賞（2017年）
  - 主演女優賞（綾瀬はるか）[12][13]

## 放送日程
| 各エピソード                                                                  | 放送日   | サブタイトル               | ラテ欄                                                | 演出     | 視聴率 |
| ----------------------------------------------------------------------------- | -------- | -------------------------- | ----------------------------------------------------- | -------- | ------ |
| エピソード01                                                                  | 10月04日 | 料理教室                   | 史上最強の新米主婦が事件解決!                         | 猪股隆一 | 11.4%  |
| エピソード02                                                                  | 10月11日 | 着付け教室                 | ワケあり主婦が秘密の過去と対決!                       | 猪股隆一 | 11.3%  |
| エピソード03                                                                  | 10月18日 | トレーニング教室           | ママ友いじめのボスと女同士の対決!                     | 長沼誠   | 12.4%  |
| エピソード04                                                                  | 10月25日 | 読書会                     | 元特殊工作員の主婦が挑む誘拐事件! 驚きの真犯人とは!?  | 長沼誠   | 11.2%  |
| エピソード05                                                                  | 11月01日 | 太極拳教室                 | 妻たちが家出!? 自由な夜に忍び寄る危険から友達を守れ!  | 小室直子 | 14.5%  |
| エピソード06                                                                  | 11月08日 | フラワーアレンジメント教室 | 殺人事件発生! 理想の夫婦に隠された恐るべき秘密とは!?  | 猪股隆一 | 12.9%  |
| エピソード07                                                                  | 11月15日 | お茶会                     | 余命半年の友達の元カレ探し!? 理想の旦那が遂に嘘をつく | 山田信義 | 12.7%  |
| エピソード08                                                                  | 11月22日 | ホームパーティー           | 連続空き巣事件発生! 旦那を襲った犯人へ華麗な復讐開始  | 小室直子 | 12.4%  |
| エピソード09                                                                  | 11月29日 | 最後のランチ会             | 最後の敵が仕掛けた罠! 旦那の正体が遂に…               | 長沼誠   | 13.6%  |
| エピソード10                                                                  | 12月06日 | マイ・スウィート・ホーム   | 遂に最終回! 全ては嘘…それでも愛してる!                | 猪股隆一 | 14.1%  |
| 平均視聴率 12.7％（視聴率はビデオリサーチ調べ、関東地区・世帯・リアルタイム） |          |                            |                                                       |          |        |

## 関連商品
- Blu-rayBOX：6枚組(本編Disc5枚＋特典Disc1枚)、品番：VPXX-71612、発売日：2018年4月18日[16]
- DVD-BOX：6枚組(本編Disc5枚＋特典Disc1枚)、品番：VPBX-14689、発売日：2018年4月18日

## 映画
2019年10月16日にドラマのその後を描いた劇場版映画の製作が発表された。ポルトガルのリスボン、静岡県伊豆下田にある爪木崎でロケが行われ、新キャストも加わる。
当初は2020年6月5日に公開予定だったが、新型コロナウイルス感染拡大の影響により延期となり、2021年3月19日に公開された。

### キャスト（映画）
- 伊佐山菜美（桜井久実）：綾瀬はるか
- 伊佐山勇輝（桜井裕司）：西島秀俊
- 矢部真二：鈴木浩介[23]
- 岩尾珠里：岡田健史[23]
- 三枝礼子：前田敦子[23]
- 横尾義文：みのすけ
- ドラグノフ：セルゲイ・ヴラソフ
- 中林大樹
- 小林大吾：浅利陽介
- 小林果穂：やしろ優
- 立石涼子
- カイ：渕野右登
- イゴール：イゴリ
- 校長：渡辺憲吉
- 増田直志：尾関伸次
- 神岡恭平：鶴見辰吾[23]
- 五十嵐晴夫：六平直政[23]
- 浅沼信雄：佐野史郎[23]
- TVのナレーション：石丸謙二郎
- 坂上洋子：檀れい[23]
- 池辺章：小日向文世[23]

### スタッフ（映画）
- 監督：佐藤東弥
- 原案：金城一紀
- 脚本：まなべゆきこ
- 音楽：得田真裕
- 製作：沢桂一、山田克也、堀義貴、市川南、藤本鈴子、菊川雄士
- エグゼクティブプロデューサー：伊藤響、福士睦、西憲彦
- プロデューサー：枝見洋子、飯沼伸之、和田倉和利、坂本忠久
- 撮影：柳島克己（J.S.C.）
- 照明：鈴木康介
- 美術：清水剛
- 整音：瀬川徹夫
- 録音：藤丸和徳
- 装飾：秋田谷宣博
- アクション監督：栗田政明
- 編集：宮島竜治（J.S.E.）
- 選曲：近藤隆史
- 音響効果：大河原将
- VFXスーパーバイザー：小坂一順、渡邊祐示
- DIプロデューサー・カラーグレーダー：齋藤精二
- スクリプター：山縣有希子
- 助監督：金子功、猪腰弘之
- 制作担当：大田康一
- キャスティングプロデューサー：杉野剛
- 配給：東宝
- 制作プロダクション：シネバザール
- 製作幹事：日本テレビ放送網
- 製作：映画「奥様は、取り扱い注意」製作委員会（日本テレビ放送網、ホリプロ、東宝、バップ、読売テレビ放送、札幌テレビ放送、宮城テレビ放送、静岡第一テレビ、中京テレビ放送、広島テレビ放送、福岡放送、日本テレビ系全国21社）

### テレビ放送
| 回 | 放送日        | 放送時間（JST）   | 放送局     | 放送枠                     | 備考         | 出典   |
| -- | ------------- | ----------------- | ---------- | -------------------------- | ------------ | ------ |
| 1  | 2022年3月18日 | 金曜21:00 - 22:54 | 日本テレビ | 金曜ロードショー （第2期） | 地上波初放送 | [ 24 ] |